# The Last of Us Part I
The Last of Us Part I ist ein von Naughty Dog entwickeltes Remake des im Jahr 2013 erschienenen Videospiels The Last of Us. The Last of Us Part I ist außerdem ein Remake von The Last of Us: Left Behind, das eine Erweiterung der Vorlage war.
Das Action-Adventure wurde durch Sony Interactive Entertainment am 2. September 2022 für PlayStation-5-Systeme veröffentlicht. Eine Portierung auf Microsoft Windows erschien am 28. März 2023.
Anders als das Original enthält das Remake keinen Multiplayer-Modus.

## Gameplay
Wie im Original steuert der Spieler je nach Mission unterschiedliche Figuren, jedoch die meiste Spielzeit die erwachsene Person Joel, der die Heranwachsende Ellie durch das Spiel, ein dystopisches Nordamerika, das von mit Cordyceps-Pilz infizierten, zombieähnlichen Mutanten bevölkert ist, begleitet. Wie im Original, wird am Anfang des Spiels die Tochter von Joel gesteuert. Die Figur Ellie wird in dem Remake-Teil von The Last of Us: Left Behind sowie in einem Kapitel des Hauptspiels gesteuert.
Das Gameplay des Remakes definiert sich unter anderem durch eine überarbeitete NPC-KI. Gegnerische NPCs agieren taktischer und aggressiver als im Originalspiel. Das Remake erlaubt die Existenz von wesentlich mehr NPCs als dies im Originalspiel der Fall war. Neben einer grafischen Überarbeitung der Spielweit und der darin befindlichen Figuren PCs und NPCs, wurde das Remake um neue Animationen der NPCs ergänzt. Optional lässt sich das Remake in einem Speedrun-Modus und einem Permadeath-Modus spielen. Das Remake verfügt des Weiteren über anpassbare Steuerungsoptionen und unterschiedliche Schwierigkeitsgrade. Durch die Anpassung des Schwierigkeitsmodus verändert sich die Widerstandsfähigkeit feindlicher NPCs, die Effizienz der Tarnung des PCs und die Verfügbarkeit von Ressourcen.
Auf PlayStation-5-Systemen kann das Spiel in einer nativen 4K-Bildauflösung bei 30 Bildern pro Sekunde (FPS) oder in einer hochskalierten Auflösung mit angestrebten 60 fps dargestellt werden. Bei aktivierter variabler Bildwiederholfrequenz ermöglichen beide Modi eine Bildrate, die 60 fps übersteigen kann.

## Produktion
Die Entwicklung von The Last of Us Part I begann mit der Aktualisierung der Engine von dem im Jahr 2013 erschienenen Original auf die Engine von The Last of Us Part II (das im Jahr 2020 veröffentlicht wurde). Das Kampfsystem  – insbesondere der Nahkampf – wurde mithilfe von Entwicklungstools aus der Produktion von The Last of Us Part II überarbeitet. Die Entwickler von Naughty Dog entschieden jedoch, die Beweglichkeit von Joel nah am Original zu lassen und nicht um die Eigenschaften des Kriechens und Ausweichens (die in Part II vorkommen) zu erweitern, da sich die Steuerung von Joel „grundsätzlich anders anfühlen“ sollte, als die Steuerung von Ellie. Nach Entwicklerangaben wäre durch die Möglichkeit des Ausweichens die gefühlte Klaustrophobie im Spiel und Spannung aus den Kämpfen gewichen.
Die Entwickler verwendeten die Tempest Engine der PlayStation 5 zum Rendern des 3D-Audios. Audioprogrammierer verbrachten über ein Jahr damit, die Audio-Engine aus dem Originalspiel zu überarbeiten, da sie nicht mit den Funktionen der Tempest Engine kompatibel war. Ein Großteil der Sounds aus dem Originalspiel finden sich im Remake in (per Mastering und Abmischung) bearbeiteter Form wieder.
Die Entwicklung der PS5-Version des Remakes war am 11. Juli 2022 abgeschlossen. Für die Portierung auf Microsoft Windows erhielt Naughty Dog Unterstützung von dem Videospielentwickler Iron Galaxy.

## Spielversionen, Marketing
Die sowohl für PS5 als auch für Windows designte Special Edition (auch Firefly Edition genannt) verfügt über ein SteelBook und eine Neuauflage der Comicreihe The Last of Us: American Dreams.
Ein Trailer des PS5-Spiels wurde am 24. August 2022 veröffentlicht. Ein Trailer der PC-Version wurde erstmals im Dezember 2022, bei den Game Awards 2022 gezeigt.

## Rezeption
Die PS5-Version von The Last of Us Part I erhielt insbesondere für aktualisierte visuelle Darstellungen, Gesichtsanimationen, künstliche Intelligenz und seine Zugänglichkeits-, Audio- und Controller-Optionen positive Kritiken. Die Reaktionen auf das Leveldesign fielen gemischt aus.
Die PC-Version wurde insbesondere wegen technischer Mängel schlechter bewertet und erhielt im Schnitt eher mittelmäßige Wertungen. GameStar lobte vor allem die Story, kritisierte aber die technische Umsetzung. Außerdem sei das Spiel nichts für diejenigen, denen das Spielprinzip des linearen Deckungs-Shooter nicht zusage.

„Nach zehn Jahren Wartezeit verhageln uns Patzer den Genuss eines der besten Storyspiele aller Zeiten.“

Auf der Plattform Steam erhielt die PC-Version von The Last of Us Part I nach Erscheinen überwiegend negative Nutzerwertungen aufgrund einer angeblich schlecht umgesetzten Portierung.

## Nominierungen und Auszeichnungen
| Preis                             | Kategorie                                         | Ergebnis     | Beleg  |
| --------------------------------- | ------------------------------------------------- | ------------ | ------ |
| 19. British Academy Games Awards  | Technical Achievement                             | Ausstehend   | [ 46 ] |
| The Game Awards 2022              | Innovation in Accessibility                       | Nominierung  | [ 47 ] |
| Golden Joystick Awards 2022       | PlayStation Game of the Year                      | Nominierung  | [ 48 ] |
| 21. Visual Effects Society Awards | Outstanding Visual Effects in a Real-Time Project | Auszeichnung | [ 49 ] |